# Плетнер, Орест Викторович
Орест Викторович Плетнер (яп. オレスト・プレトネル; ум. 29 января 1970) — востоковед-японист. Старший брат япониста Олега Плетнера. После окончания восточного факультета Санкт-Петербургского университета поступил на дипломатическую службу, в 1922 году отказался от возвращения в СССР и стал лицом без гражданства. С 1923 года до самой кончины преподавал русский и европейские языки в учебных заведениях Японии и Вьетнама. Скончался и похоронен в Кобе.

## Биография

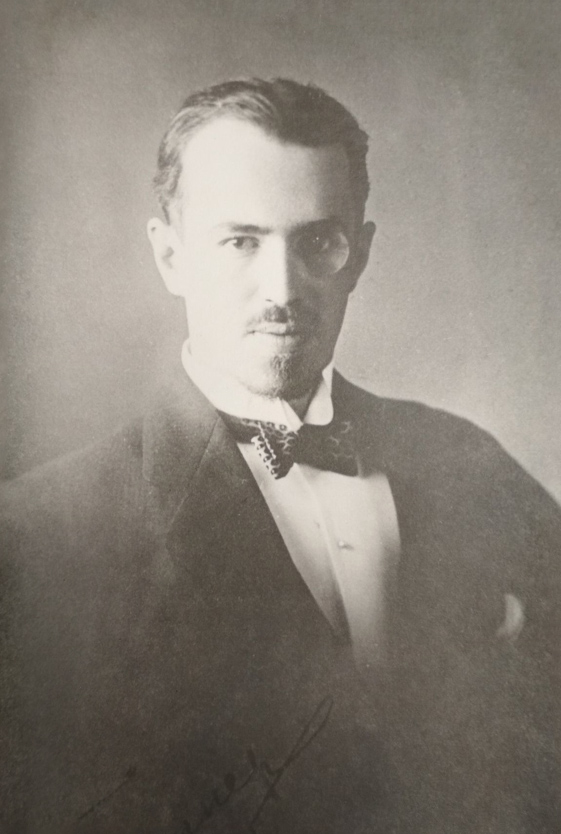
Орест Плетнер в молодости

Из дворянской семьи. Окончил гимназию Карла Мая, в которой учился в одном классе с братом Олегом. Ещё обучаясь на восточном факультете, в 1912 году побывал в Японии, а в 1916 году выехал в Токио в качестве посольского переводчика-практиканта. Летом 1917 года сдал экзамены на звание магистра и сразу же вернулся в Японию атташе посольства, после чего никогда не возвращался в Россию. До 1922 года новое правительство не было официально признано Японией, поэтому посольство прежней России и работавшие в нём сотрудники и после 1917 года ещё несколько лет оставались в Токио и считались консультантами по русским вопросам. В период своей работы в посольстве Плетнер поначалу числился ещё и магистрантом Петроградского университета и продолжал общаться со своими товарищами и коллегами. Одно время, судя по некоторым сохранившимся в его архиве письмам, он снимал квартиру в Токио вместе с Н. А. Невским. Скорее всего, тогда его и заразил энтузиазм Н. А. Невского, увлеченного этнографическими исследованиями, и Плетнер написал этюд о русалке как душе самоубийцы для этнографического журнала «Додзоку то дэнсэцу», где печатался Невский. Эта статья прямо и начинается со слов: «Я не этнограф и решился представить вам для ознакомления предания, распространенные в русском народе, вслед и в подражание моему товарищу по университету Невскому». В заключение автор обещает «снова взяться за кисть и тушечницу», чтобы подробно написать о русалке в русской литературе, однако это обещание осталось невыполненным.
После того, как прежнее российское посольство утратило статус, О. В. Плетнер уехал из Японии с дипломатическим паспортом, выданным ещё прежним послом Крупенским, и 1922—1923 гг. провел в Англии, Франции и Германии. В Англии, куда Орест Викторович поехал по приглашению профессора Денисона Росса, декана Школы востоковедения и африканистики, он читал лекции по разным лингвистическим проблемам японского языка.
После возвращения в Японию преподавал русский язык и общую лингвистику в Императорском университете (Киото), Училище иностранных языков (Осака), Французско-японском институте (Киото) и других заведениях. Принципиально остался лицом без гражданства, и не отождествлял себя с белой эмиграцией. Сохранял связи с Советской Россией и продолжал публиковаться на русском языке. В 1935 году в антологии «Литература Китая и Японии» был опубликован выполненный Плетнером первый перевод одного из выдающихся произведений японской классики — «Путевые записки из Тоса» («Тоса никки») Кино Цураюки. В 1930-е годы переписывался с коллегой Н. Конрадом, который предложил ему вернуться в Ленинград, но Плетнер отказался. Ещё 1925 году Плетнер женился на японке Хаяси Кику (1904—1978). В 1926 году у них родилась дочь Светлана (Мая), носившая фамилию Хаяси. В 1941 году переехал в Ханой, где до 1950 года преподавал японский, русский и французский языки в университете и в Лицее «Альбер Сарро». После возвращения в Кобе летом 1950 года, работал в местном университете до самой кончины. В 1968 году он был награждён японским Орденом культуры IV степени. Похоронен на кладбище иностранцев в Кобе.

## Список работ
- Русарука: Дзисацуся-но Рэйкон? // Даздоку то дэнцесу. — Токио, 1918. — [Т. 1, вып. 3]. (Русалка: Душа самоубийцы? // Этнография и легенды).
- Musical Accent in Japanese Morphology // Bulletin of the school of Oriental Studies, London Institution. — 1924. — Vol. III, рart III.
- Дзицуё Эй-Фуцу-Доку-Рого-но Хацуон. — Токио : Добункан, 1926. — (Практическая фонетика английского, французского, немецкого и русского языков).
- Семья Ивановых : Первая учебная книга (часть первая). — Осака : Мисимакайбундо, 1930.
- Ки-но Цураюки. Путевые записки из Тоса / пер. с яп., вступит. ст. и прим. // Восток. Сб. 1. — М. : Academia, 1935.
- Contribution a l’Etude Historique de Vocalisme de l’Ancien Japonais // Etudes de Linguistique Japonaise : Bulletin de la maison Franco-Japonaise. — Tokyo, [S.a.]. — Tome huitieme (Annee 1939), Num. 1.
- Nippon or Nihon // Monumenta Nipponica. — Tokyo : Sophia University, 1940. — Vol. III, No. 2.
- Очерки исторической морфологии русского языка // Росия Собиэто кэнкю. Осака гайкокуго дайгаку росиаго кэнкюсицу. — 1964. — [№ 1-4. — 87 с.].